# 愛知県道233号岩作諸輪線
愛知県道233号岩作諸輪線（あいちけんどう233ごう やざこもろわせん）は愛知県長久手市から同県愛知郡東郷町に至る一般県道である。

## 概要
かつては路線名の通り、岩作交差点（愛知県道57号瀬戸大府東海線、愛知県道75号春日井長久手線、県道215号交点）を起点としていた。現在は基本ルートの起点付近を除き県道6号本線・リニモをアンダークロスするまでに岩作が付く複数の字を経由している。

### 路線データ
- 始点 : 愛知県長久手市前熊溝下（前熊交差点）
- 終点 : 愛知県愛知郡東郷町大字諸輪（諸輪交差点）[要出典]
- 別ルート
  - 長湫中池交差点 - 長久手IC北交差点（愛知県道60号名古屋長久手線の延長線）
  - 長久手IC南交差点 - 日進市岩崎町：日進JCT付近（名古屋瀬戸道路の南側側道）
- 延長：約9.7㎞（別ルートを除く）

## 歴史
- 1959年12月15日 : 認定

## 地理

### 通過する自治体
- 愛知県
  - 長久手市 - 日進市 - 愛知郡東郷町

### 交差する道路
- 愛知県道215号田籾名古屋線（前熊交差点：起点）
- 愛知県道60号名古屋長久手線(終点)・愛知県道57号瀬戸大府東海線（長湫中池交差点：別ルート起点）
- 愛知県道6号力石名古屋線（長久手IC北交差点）[注釈 2]
- 愛知県道217号岩藤名古屋線（高針街道）（岩藤交差点）
- 愛知県道58号名古屋豊田線（飯田街道）（米野木東交差点）
- 愛知県道520号豊田東郷線（挙母街道）（諸輪交差点：終点）[注釈 3]

### 沿線
- 長久手温泉ござらっせ
- 長久手市立東小学校
- 長久手市民野球場
- 長久手市立長久手中学校（別ルート）
- 長久手市民テニスコート（別ルート）
- トヨタ博物館（別ルート）
- イオンモール長久手（別ルート）
- 愛知高速交通東部丘陵線（リニモ） 芸大通駅
- 豊田中央研究所
- 愛知県立芸術大学
- 栄徳高等学校
- 五色園
- 名鉄豊田線 米野木駅
- マックスバリュ米野木店
- 愛知池